# 14 Herculis b
Impressão artística de 14 Herculis b
14 Herculis b ou 14 Her b é um planeta extrassolar que está localizado a aproximadamente 59 anos-luz de distância na constelação de Hércules. O planeta foi descoberto ao orbitar a estrela 14 Herculis, com uma massa que provavelmente poderia tornar o exoplaneta em um planeta joviano com aproximadamente o mesmo tamanho de Júpiter porém muito mais maciço. Foi descoberto em Julho de 1998 pela equipe do Geneva Extrasolar Planet Search. Na época de seu descobrimento era o planeta extrassolar com o mais longo período orbital, entretanto outros planetas de períodos mais longos foram posteriormente descobertos.